# ケン・ボーレック・エア
ケン・ボーレック・エア（英：Kenn Borek Air）は、カナダの北極圏を中心に運航するコミューター航空会社。
航空事業の他にも石油事業や救命救急事業に参入している。

## 歴史
ケン・ボーレック・エアは1970年に、北極圏の石油掘削場への輸送の為、ツインオッターで運航を開始した。
2001年4月26日、ケン・ボーレック・エアはツインオッターを容体が悪いロン・シェーメンスキー氏の救助のためアムンゼン・スコット基地に派遣した、これは冬の南極への世界初の救助であった。
2009年、北極圏で自社の航空機が墜落した際、北極圏に会社を挙げて仮設テントを張り墜落機の捜索にあたった。
2011年、BBCは自社の番組フローズン・プラネットの撮影の為、ケン・ボーレック・エアの機材をチャーターした。
2016年、冬の北極圏で容体の悪くなった社員救出のためツインオッター二機を派遣した。この二機の機長はアメリカの航空雑誌「Aviation Week & Space Technology」で表彰された。

## 保有機材

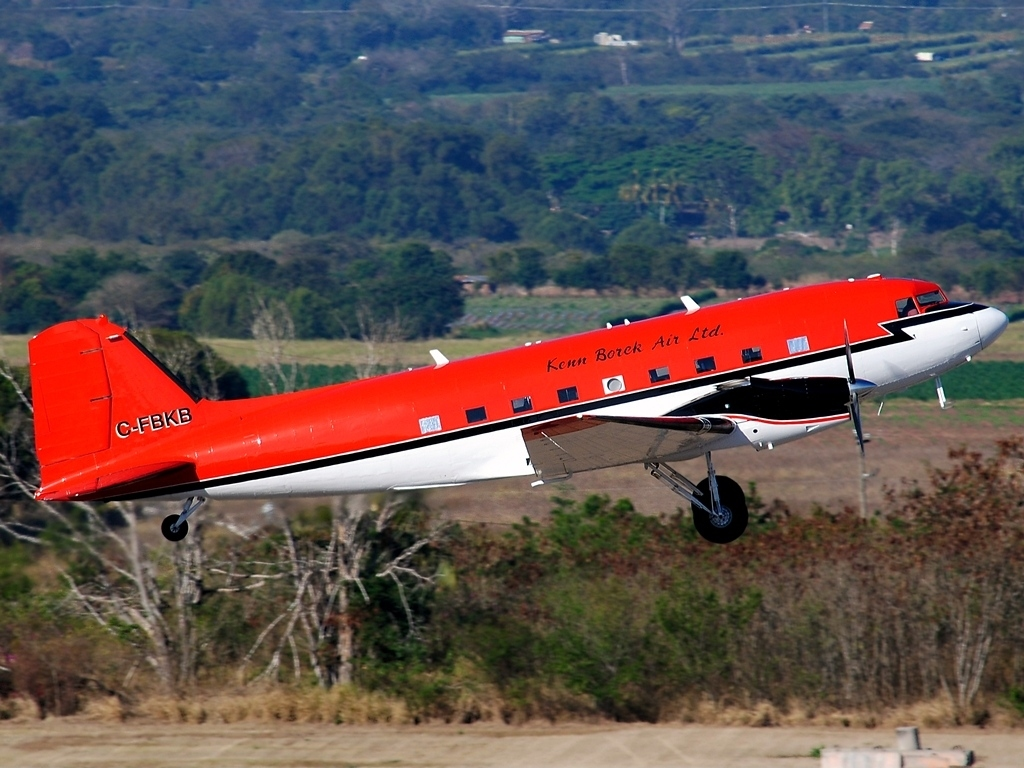
ベイズラー BT-67（ダグラス DC-3のターボプロップエンジン改造型）

### 運用機材[5]
| 機材                                       | 保有機材数 | 備考                                                      |
| ------------------------------------------ | ---------- | --------------------------------------------------------- |
| ビーチクラフト1900D                        | 3          |                                                           |
| ビーチクラフト キングエア                  | 4          |                                                           |
| デ・ハビラント・カナダ DHC‐6ツインオッター | 21         |                                                           |
| ベイズラー BT-67                           | 9          | 3機はピストンエンジン、 残りの6機はターボプロップエンジン |
| バイキング・エア DHC‐6‐400 ツインオッター  | 1          |                                                           |

## 就航都市

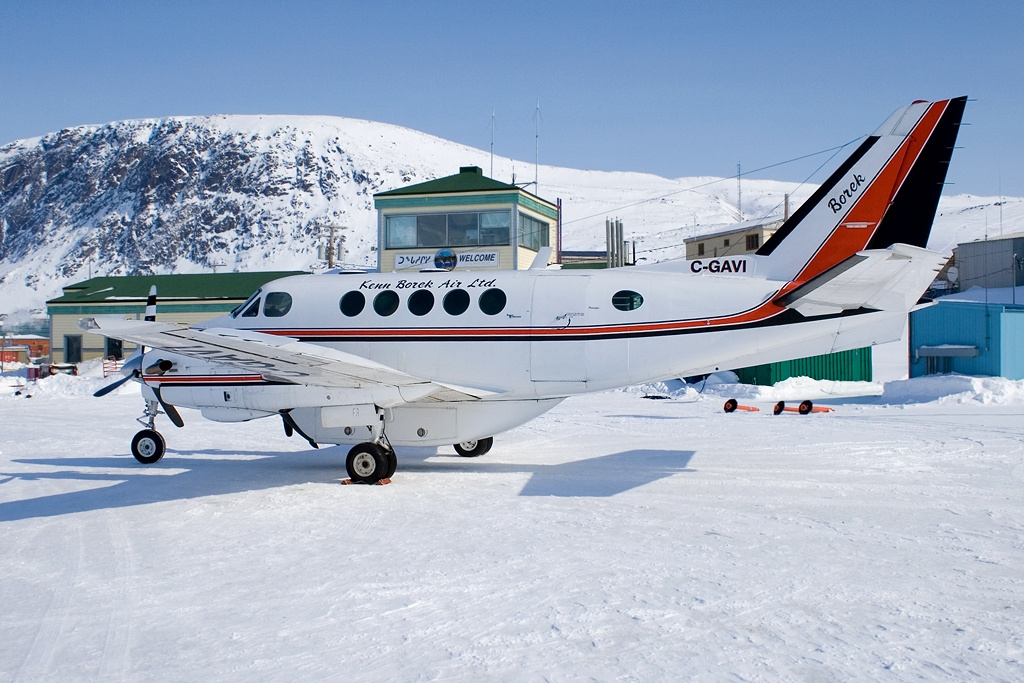
ビーチクラフトキングエア

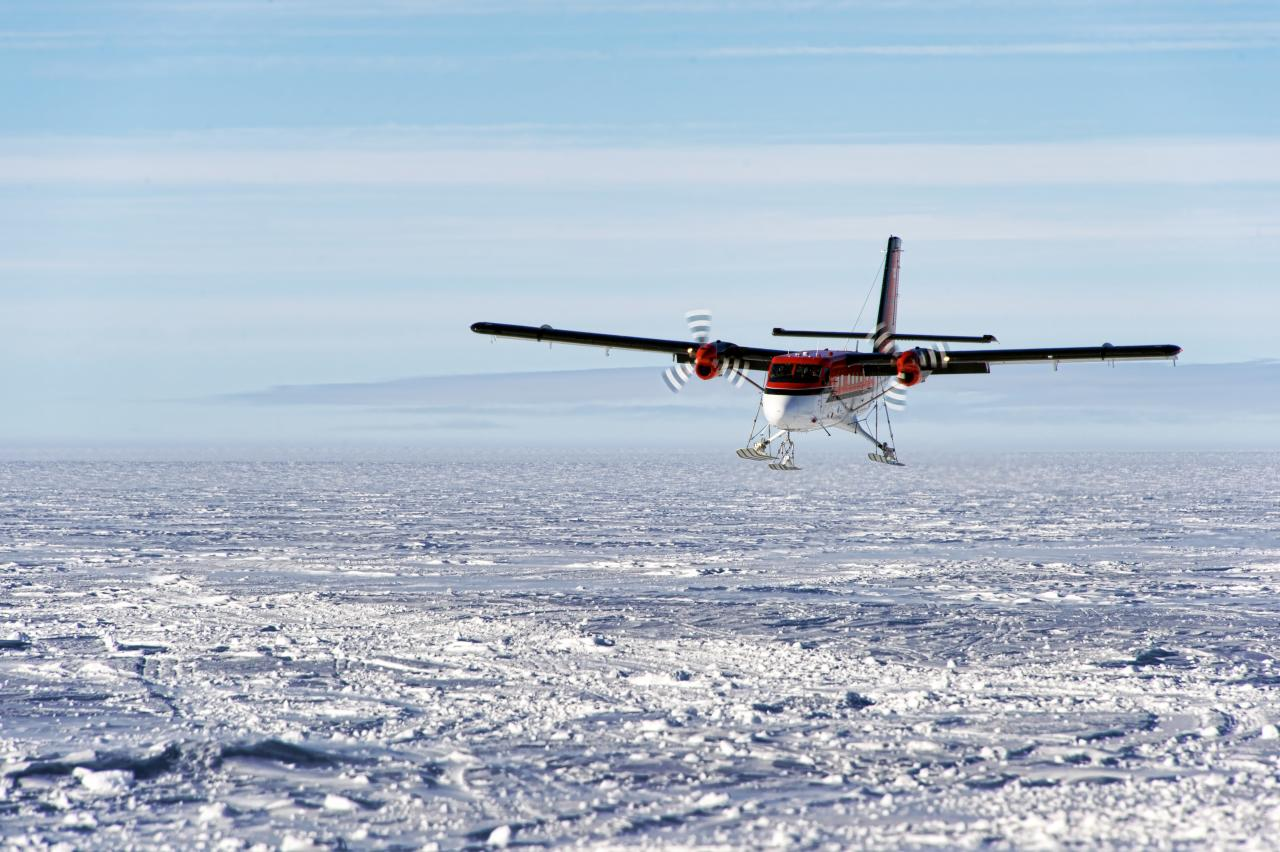
北極圏を飛ぶツインオッター

就航都市は全てカナダ国内線
| 都市                       | 州（準州を含む）   | 空港                           |
| -------------------------- | ------------------ | ------------------------------ |
| フォート・マックフェーソン | ノースウェスト準州 | フォート・マックフェーソン空港 |
| イヌヴィック               | ノースウェスト準州 | イヌヴィック空港               |
| パウラツーク               | ノースウエスト準州 | パウラツーク空港               |
| サッチス・ハーバー         | ノースウエスト準州 | サッチス・ハーバー空港         |
| ウルカクトック             | ノースウエスト準州 | ウルカクトック空港             |
| ケープ・ドーセット         | ヌナブト準州       | ケープ・ドーセット空港         |
| クライド・リバー           | ヌナブト準州       | クライド・リバー空港           |
| ホール・ビーチ             | ヌナブト準州       | ホール・ビーチ空港             |
| イグルーリック             | ヌナブト準州       | イグルーリック空港             |
| パンナートゥン             | ヌナブト準州       | パンナートゥン空港             |
| レゾリュート               | ヌナブト準州       | レゾリュートベイ空港           |
| グリスフィヨルド           | ヌナブト準州       | グリスフィヨルド空港           |

## 事故

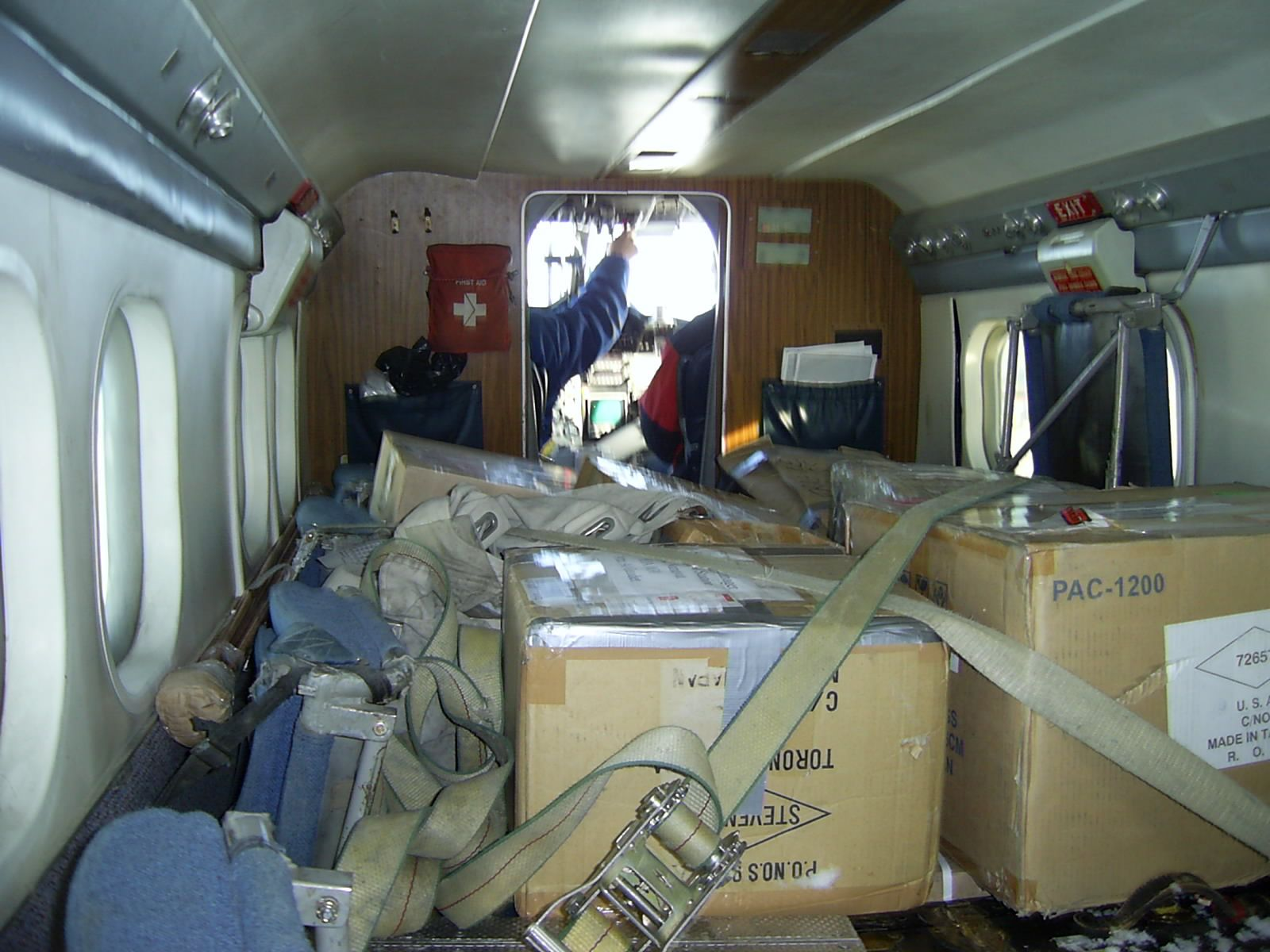
貨物を搭載した状態のツインオッター

1977年2月28日、C-47スカイトレインがケベック州内に墜落。
1978年9月18日、C-47スカイトレインがコマークック空港に不時着、機体は修復が不可能なほど損傷した。
1982年5月7日、C-47スカイトレインがカルガリー国際空港から離陸の際オーバーラン。
2007年12月20日、ダグラスDC-3がマウントパッターソン空港離陸の際、ストールをしてしまい不時着。
2010年10月25日、エドモントンからカーヴィレイクへ向かっていたビーチクラフトキングエアが墜落。
2010年11月4日、イヌヴィック空港の格納庫火災によりツインオッター、キングエア、ビーチクラフト99各一機の損失が出た。
2013年1月23日、アムンゼン・スコット基地からイタリアのズッチーリ南極基地へ向かっていたツインオッターがエリザベス山に墜落、乗客乗員全員死亡。